# 地下交通站 (2007年電視劇)

《地下交通站》是英達执导的电视剧，2007年出品，共28集，该作品主要讲述的是共产党员在一家驴肉馆中伪装成一般民众，与日伪军斗智斗勇的故事。该剧由很多著名的演员客串。

## 剧情简介
1940年左右，共产党员蔡水根伪装成“鼎香樓”的伙计，与日伪军斗智斗勇。

## 演员表
- 吳樾 飾 蔡水根
- 鮑大志 飾 孫友福
- 英壯 飾 石青山
- 高亮 飾 楊保祿
- 劉金山 飾 白翻譯
- 顏冠英 飾 賈貴
- 趙衞東 飾 黒藤規三
- 熊偉 飾 黃金標
- 金昭 飾 齊老太太

## 职员表
- 出品人：延藝雲、英達、韓國強
- 製作人：王小京、李鋒
- 監製：王佔良（總）、祝麗華（總）、李愛民、蘭斌
- 導演：英達（總）、英壯
- 副導演：王新華、丁小鵬、孫毅安
- 編劇：英壯（總）、史鵬、臧裏、馬躍
- 攝影：張宏、楊登峯
- 剪輯：易峯
- 佈景師：荊志敏
- 發行：吳建（總髮行）

## 音乐原声
- 片头曲
  - 曲名：八路軍拉大栓
- 片尾曲
  - 曲名：我們都是神槍手

## 相關連結
- 豆瓣电影上《地下交通站》的資料 （简体中文）